# الاحتجاجات البيروفية (2022-2023)
توازت الاحتجاجات السياسية البيروفية بين عامي 2022-2023 مع حدوث سلسلة من التظاهرات دعا إليها أنصار رئيس بيرو المخلوع، بيدرو كاستيلو، ونظمت الاحتجاجات منظمات اجتماعية وشعوب أصلية شعرت بأنها تعاني من الحرمان من حق الاقتراع السياسي وتحديدًا من اليسار السياسي إلى اليسار المتطرف. أطيح بكاستيلو بعد إقالته من مجلس الشيوخ واعتقاله بسبب إعلانه حل مجلس الشيوخ، وتدخل أجهزة الدولة وتشكيل «حكومة طوارئ»، وقد صنف ذلك على أنه محاولة انقلاب ذاتي. كان من ضمن المطالب الرئيسية للمحتجين حل مجلس الشيوخ واستقالة الرئيسة الحالية دينا بولوارتي، وانتخابات عامة جديدة، وإطلاق سراح كاستيلو وتشكيل جمعية تأسيسية. أفيد أيضًا أن بعض المتظاهرين أعلنوا أنهم في حالة عصيان. أظهرت الاحتجاجات في بعض المناطق موقفًا رافضًا لأعضاء مجلس الشيوخ من قبل أقاليمهم التي يمثلونها، بسبب سماحهم باقتراح شغور منصب كاستيلو. أدت الاحتجاجات أيضًا إلى التعليق الجزئي للخدمات عن طريق أوتوستراد بان أميريكان، إضافة إلى تعليق عمل القطاع العام بأكمله تقريبًا في إقليم أبوريماك.
في 12 ديسمبر 2022، صرحت الرئيسة بولوارت أنها ومجلس الشيوخ وافقوا على نقل الانتخابات العامة البيروفية من أبريل 2026 إلى أبريل 2024، ووافقت في 14 ديسمبر على موعد الانتخابات الذي اقترحه كاستيلو بعد أن وصفت سابقًا حركة كهذه بأنها غير قانونية. مع ذلك، رفض مجلس الشيوخ الانتخابات المبكرة. في 21 ديسمبر، أعاد مجلس الشيوخ النظر في قرار نقل الانتخابات إلى أبريل 2024.
في 14 ديسمبر، أعلنت حكومة بولوارت حالة طوارئ وطنية، وأزالت بعض الحمايات الدستورية عن المواطنين، بما في ذلك الحقوق التي تمنع الجيش من البقاء داخل الأبنية والمنازل الخاصة، وحرية التنقل، وحرية التجمع، وحق «الحرية والأمن الشخصيين»، لمدة 30 يومًا. انتقدت المنظمات غير الحكومية المعنية بحقوق الإنسان رد حكومة بولوارت والسلطات البيروفية. انتُقد أيضًا إشراك الحكومة للقوات المسلحة البيروفية في الرد على الاحتجاجات بسبب تاريخ الجيش في قتل المحتجين وإفلاتهم من العقاب.

## خلفية عامة

### مجلس الشيوخ المعرقل
أثناء فترة رئاسة أويانتا هومالا وبيدرو بابلو كوشينسكي، ومارتن فيزكارا، أدى مجلس الشيوخ اليميني برئاسة كيكو فوجيموري، ابنة الديكتاتور البيروي السابق ألبرتو فوجيموري، إلى إعاقة الكثير من الأعمال التي قام بها الرؤساء. تولت كيكو الإرث السياسي لعائلة فوجيموري بعد الحكم بالسجن على والدها، الذي أسس «خطة فيردي» وأشرف على فرقة الموت غروبو كولينا خلال النزاع الداخلي في بيرو، بسبب انتهاكه حقوق الإنسان. بحسب والتر ألبان، رئيس منظمة الشفافية في بيرو، فإن مجلس شيوخ بيرو قد أصبح بيد جماعات إجرامية تعمل على إعاقة الإصلاحات كي تحافظ على مكانتها وحصانتها البرلمانية.
استمر الرئيس هومالا في منصبه كرئيس ضعيف بسبب ممارسات مجلس الشيوخ المعرقلة له. بعد خسارتها للانتخابات الرئاسية عام 2016 لصالح كوشينسكي، قادت كيكو فوجيموري القوة الشعبية لحزبها في مجلس الشيوخ المكون من مجلس واحد، حيث عرقل مشرعو اليمين جهود الرئيس كوشينسكي. استقال كوشينسكي من الرئاسة، بعد عرقلة مجلس الشيوخ له وتعرضه لعدة فضائح. تولى مارتن فيزكارا، أول نائب رئيس لكوشينسكي، المنصب في مارس 2018. وسط جائحة كوفيد-19 في بيرو، تم سحب الثقة من الرئيس فيزكارا في سبتمبر 2020 ولكن ليس عزله، ولاحقًا بعد شهر من ذلك تم عزله من منصبه بشكل مثير للجدل. احتج آلاف المواطنين في حينها ضد سحب الثقة من فيزكارا.
واجه رئيس مجلس الشيوخ، مانويل ميرينو، انتقادات تتعلق بشأن استعجاله لإجراءات سحب الثقة من فيزكارا، خاصة لأنه سيتولى الرئاسة بعد عزله. أفاد المراسل الشهير غوستافو غوريتي في 12 سبتمبر 2020 بأن ميرينو اتصل بالقائد العام للبحرية البيروفية، فيرناندو سيردان، وأخبره بأنه سيحاول سحب الثقة من فيزكارا وأنه يسعى إلى تولي الرئاسة. أكد وزير الدفاع خورخي تشافيز أن ميرينو حاول الحصول على دعم الجيش. استقال الرئيس ميرينو بعد خمسة أيام بسبب الرفض الجماهيري.
عين فرانسيسكو ساغاستي رئيسًا لمجلس الشيوخ في 16 نوفمبر ليكون بالتالي خلفًا لميرينو كرئيس في خط الخلافة الرئاسي بدءًا من 17 نوفمبر، حيث أُخلي كلا منصبي نيابة الرئيس من قبل فيزكارا في عام 2018 ومرسيدس أراوز في مايو 2020.

### رئاسة كاستيلو
شغل ساغاستي منصب الرئيس إلى أن فاز كاستيلو في الانتخابات العامة عام 2021، وخسرت كيكو فوجيموري ترشيحها الرئاسي الثالث على التوالي. شهدت انتخابات عام 2021 مشاركة العديد من مرشحي اليمين، بالإضافة إلى مجموعات الأعمال، والأحزاب السياسية وتعاونت أغلب المنظمات الإعلامية في بيرو مع حملة فوجيموري من خلال توسل الخوف عند مناقشة المعارضين السياسيين. دعمت بعض قنوات البث التلفزيوني ترشيح فوجيموري أيضًا بشكل علني. كتبت رويترز أن إل كوميرشيو، إحدى أكبر المنظمات الإعلامية في أمريكا الجنوبية، «دعمت فوجيموري بشكل عام». وفقًا لأستاذ السياسة العامة في جامعة تشيلي الكاثوليكية البابوية حينها غونزالو باندا، فإنه على الرغم من اتهام كاستيلو أنه على صلة بالإرهاب الشيوعي، «فقد فاز كاستيلو بالكثير، في الأماكن التي تسبب فيها الإرهاب بأقصى قدر من إراقة الدماء». بالمقابل، حصلت فوجيموري على دعم نخبة ليما، والمسيحيين الإنجيليين، والشركات، والمنظمات الإعلامية، والقوات المسلحة.
حصلت العديد من المحاولات لمنع كاستيلو من الحصول على منصب الرئاسة أو عزله لاحقًا، وبدأت بعد فترة وجيزة من إعلان نتائج الانتخابات. بعد ورود تقارير عن انتصار كاستيلو الواضح، ادعت فوجيموري ومؤيدوها حدوث تزوير في الانتخابات، الأمر الذي قاد جهود عرقلة الانتخابات بدعم من المواطنين في ليما. رفضت العديد من مجموعات الأعمال والسياسيين الاعتراف بصعود كاستيلو إلى الرئاسة، حيث طالب أولئك الأكثر ثراءً منهم، بمن فيهم ضباط جيش سابقين وعائلات غنية، بانتخابات جديدة، وروجوا لدعوات إلى انقلاب عسكري، واستخدموا اللغة الخطابية لدعم ادعاءاتهم بالتزوير. تحالفت مجموعات اليمين المتطرف من الجنود السابقين مع أحزاب سياسية مثل غو أون كانتري- حزب التكامل الاجتماعي، وحزب القوة الشعبية، وحزب التجديد الشعبي في محاولة لعزل كاستيلو، وشوهد بعض القادة من المحاربين القدامى مع رافاييل لوبيز ألياغا ومنافسة كاستيلو السابقة على الرئاسة كيكو فوجيموري، الذين وقعا على ميثاق مدريد الذي روج له الحزب السياسي اليميني المتطرف الإسباني فوكس. وجهت هذه المجموعات تهديدات ضد مسؤولين وصحفيين في حكومة كاستيلو، بينما دعت أيضًا إلى الانقلاب والتمرد.
خلال رئاسة كاستيلو، كانت الأحزاب المعارضة له تهيمن على مجلس الشيوخ، وحاول المشرعون سحب الثقة منه عدة مرات باستخدام سبل سياسية. نظرًا لصيغة سحب الثقة المفسرة تفسيرًا واسعًا في دستور بيرو (1993)، يمكن لمجلس الشيوخ سحب الثقة من الرئيس لأسباب غامضة من «العجز الأخلاقي»، مما يجعل السلطة التشريعية أقوى من السلطة التنفيذية. في فبراير عام 2022، وردت تقارير بأن مؤيدي فوجيموري والسياسيين المقربين منها نظموا اجتماعًا في فندق كاسا أندينا في ليما بمساعدة من منظمة فريدريش ناومان الليبرالية الألمانية، وكان بينهم رئيسة مجلس الشيوخ ماريكارمن ألفا، وناقشوا فيه عزل كاستيلو من منصبه. كانت ألفا قد شاركت مسبقًا جاهزيتها لتولي الرئاسة في حال عزل كاستيلو من منصبه، وكشفت محادثة جماعية مسربة من تلغرام لمجلس إدارة مجلس الشيوخ بإدارتها عن خطط منسقة لإقصاء كاستيلو.
بحلول ديسمبر من عام 2022، كان مجلس الشيوخ قد بدأ بتقديم اقتراحات لسحب الثقة من كاستيلو للمرة الثالثة؛ كان كاستيلو جزءًا من ستة تحقيقات جنائية مختلفة وكان قد سمى مسبقًا خمسة مجالس وزارية منفصلين ليعملوا تحت قيادته.